# Cúmul d'Hèrcules
Aquest article és sobre el cúmul globular d'Hèrcules. Per al Cúmul de galàxies d'Hèrcules., vegeu Cúmul de Galàxies d'Hèrcules
Messier 13 (Gran Cúmul d'Hèrcules, M13 o *NGC 6205) és un cúmul globular de la constel·lació d'Hèrcules. Va ser descobert per l'astrònom anglès Edmond Halley l'any 1714. William Herschel, per mitjà del seu gran telescopi reflector, va poder descobrir diverses alineacions d'estrelles (conegudes com a potes d'aranya), comprovar que estava format per estrelles i fer un primer recompte dels seus components (aproximadament unes 8.500 segons els seus còmputs) 
La seva magnitud conjunta en banda V (filtre verd) és igual a la 5.80; el seu tipus espectral és F6: fotogràficament s'aprecia de color groguenc a causa de la gran quantitat d'estrelles gegants vermelles (de color groguenc o daurat) que conté; la magnitud absoluta és igual a -8.53 (banda V). El ràdio del seu nucli és pròxim a 45", el ràdio de marea és proper a 27': es calcula que el 90% dels seus membres brillen dintre d'un ràdio de 6.5' a partir del centre de gravetat.
De la seva velocitat radial, -246.6 km/s, es dedueix que s'aproxima a la Terra a més 887.700 km/h: aquesta velocitat és originada per la combinació del seu moviment orbital al voltant del nucli de la Via Làctia, a més de la velocitat pròpia del Sol i de la Terra.
Es calcula que la seva lluminositat és similar a la de 500.000 sols, encara que la seva massa (determinada per estudis dinàmic de les seves estrelles) està situada en la banda 600-800 mil vegades la solar: evidentment una bona part de les seves estrelles són astres invisibles (nanes blanques i estrelles de neutrons). Recentment (2005) s'ha descobert una estrella de neutrons, emissora de raigs X, en òrbita tancada amb una companya.
Situat a uns 7,7 kiloparsecs de la Terra (uns 25.100 anys llum), els seus astres més brillants són estrelles groguenques del tipus gegant vermella que apareixen amb magnitud 11,87 (la variable V11), la seva estrella variable Cefeida més brillant (V2) és de magnitud 12.85 mentre que les estrelles RR Lyrae (utilitzades com patró de distàncies) apareixen amb magnitud 14.82.
Encara que és molt similar a M3 per la seva edat (entre 13 i 15 mil milions d'anys) i composició química, es diferencia d'aquest en el seu baix nombre d'estrelles variables conegudes: només 45 (fins a inicis de l'any 2006) contra les més de 240 de M3, de les quals només 3 (V1, V2 i V6) són Cefeides i 8 del tipus RR Lyrae.
Precisament han estat astrònoms aficionats espanyols els quals han assolit determinar el període de dos de les noves variables descobertes en 2001: V38 (període: 81 dies) i V43 (període: 97 dies), utilitzant mesuraments fotomètrics obtinguts en el període 2001-2005.
Les seves principals estrelles apareixen llistades en el Catàleg de Ludendorff (1905) i en el menys utilitzat Catàleg de Kadla (1966): en aquest últim cas s'analitzen també els moviments propis (mesurats en mili-segons d'arc per any), la qual cosa permet conèixer quines d'elles pertanyen realment al cúmul. Un estudi més exhaustiu dels moviments propis (443 estrelles) va ser efectuat en 1979 pels astrònoms nord-americans Cudworth i Monet, comparant plaques fotogràfiques preses amb el refractor d'1 metre de Yerkes entre els anys 1900 i 1977: el moviment propi de les seves estrelles està en l'interval 0.001- 0.075" per segle.
Per a un telescopi d'aficionat M13 és resoluble en estrelles a partir d'un instrument de 15 cm d'obertura: encara que hi ha tres estrelles de lluentor inferior a la magnitud 12 (les tres variables) la majoria dels seus astres més visibles estan en el rang 12-13: per sobre de la magnitud 13 es poden totalitzar fins a 40 estrelles, la majoria d'elles són ataronjades "gegants vermelles" (l'única excepció és l'estrella blava L222, de magnitud 13.15 i pertanyent al tipus errant blava (Blue Straggler en anglès). Per sota de la magnitud 13 el nombre d'astres creix, encara que només poden individualitzar-se per mitjà de la fotografia o càmeres CCD.
El treball més recent sobre les seves estrelles de tipus RR Lyrae (períodes, amplituds i corbes de llum) de V7 i V8 va ser publicat a l'abril de 2007, havent estat elaborat per Violat i Arranz, dos astrònoms aficionats espanyols. Al maig del mateix any es va publicar la continuació d'aquest treball que incloïa un estudi de les RR Lyrae V31, V34 i V36.
El juny de 2007 Violat i Arranz van demostrar, al llarg d'una campanya fotomètrica de set mesos de durada, que les variables vermelles del cúmul no tenen cap periodicitat i que algunes d'elles (com V11 o V17) en realitat pulsen amb dos períodes distints que modulen la seva corba de llum, encara que unes altres semblen irregulars o erràtiques.